# Coenosopsia michelseni
Coenosopsia michelseni är en tvåvingeart som beskrevs av Nihei och De Carvalho 2004. Coenosopsia michelseni ingår i släktet Coenosopsia och familjen blomsterflugor. Inga underarter finns listade i Catalogue of Life.